# Vitalina Batsarashkina
Vitalina Igorevna Batsarashkina (russo: Виталина Игорьевна Бацарашкина, Omsk, 1 de outubro de 1996) é uma atiradora olímpica russa, medalhista olímpica.

## Carreira
Batsarashkina representou a Rússia nas Olimpíadas de 2016 no Rio de Janeiro, conquistando a medalha de prata na pistola de ar 10m. Obteve dois ouros na pistola de ar em Tóquio 2020, um no 10m e outro no 25m.